# (1185) Nikko
(1185) Nikko és un asteroide pertanyent al cinturó d'asteroides que orbita entre Mart i Júpiter amb un període orbital de 3,35 anys. El seu nom fa referència a la ciutat japonesa de Nikkō.
Va ser descobert el 17 de novembre de 1927 per Okurō Oikawa des de l'Observatori Astronòmic de Tòquio, Japó. Nikko forma part de la família asteroidal de Flora.